# باریه (بوسیلگراد)
باریه (به صربی: Barje) یک منطقهٔ مسکونی در صربستان است که در بوسیلگراد واقع شده‌است. باریه ۷ نفر جمعیت دارد.